# Guerres índies
Es coneix amb el nom de Guerres Índies una sèrie de conflictes que enfrontaren els Amerindis dels Estats Units amb els colons britànics i posteriorment amb els Estats Units d'Amèrica de manera intermitent entre els anys 1622 i 1918.
Aquestes guerres comprenen un espai de temps entre les primeres èpoques colonials fins a la Massacre de Wounded Knee i l'establiment definitiu de la frontera dels Estats Units l'any 1890 tot i que conflictes de baixa intensitat continuaren fins a l'any 1918. Els conflictes generalment es resolgueren amb la conquesta i extermini dels pobles amerindis o la seva assimilació cultural i localització forçosa en reserves. Segons una estimació de l'oficina del cens dels Estats Units de 1894, es calcula que les guerres suposaren fins a l'any 1890 la mort de 45.000 indis defensors dels seus territoris i 19.000 estatunidencs. L'estimació inclou tant combatents com població civil, dones i nens que moriren sovint en els conflictes fronterers en un clar exemple de neteja ètnica.

## La colonització
La colonització d'Amèrica pels anglesos, francesos, espanyols, holandesos i suecs fou resistida per algunes tribus índies, mentre que altres hi van col·laborar. En diverses ocasions, els conflictes van ser un reflex de les rivalitats europees, amb les tribus índies dividint les seves aliances entre les potències, generalment fent costat als seus socis comercials. Diverses tribus van lluitar a cada bàndol en la Guerra del rei Guillem, la Guerra de la reina Anna, la guerra de Dummer, la Guerra del rei Jordi i la Guerra franco-índia, aliant-se amb els colons britànics o francesos segons els seus propis interessos.
El 1763 el rei Jordi III d'Anglaterra va signar la Proclamació Reial que prohibia als colons assentar-se més enllà de la línia marcada al llarg dels Apalatxes,

## Revolució americana
La guerra de la revolució americana va consistir en dues guerres paral·leles per als americans. La guerra a l'est va ser una lluita contra el domini britànic, mentre que la guerra a l'oest va ser una "guerra índia". Els recentment proclamats Estats Units van competir amb els britànics pel control del territori a l'est del riu Mississipi. Alguns indis van fer costat als britànics, ja que esperaven reduir l'assentament i l'expansió nord-americans.
Del 1776 al 1783, en què els cherokees van lluitar com a aliats del Regne de Gran Bretanya contra les colònies americanes, i el 1777 els nord-americans atacaren als cherokee, i derrotats en escaramusses i amb les seves ciutats en ruïnes, la majoria dels líders de la ciutat cherokee van buscar la pau i pel Tractat de Dewitt's Corner cediren les Carolines i el territori al Nord del Little Tennessee i marxaren a Chattanooga.

## Est del Mississippi (1783–1842)
Des de finals del segle xviii els Estats Units havien adoptat una doctrina expansionista territorial, que es coneixeria com el "Destí Manifest". La invasió nord-americana des de l'est va alterar profundament als natius i va provocar una forta divisió dins de les nacions índies entre els "acomodacionistes", que van optar per adoptar algunes formes euroamericanes enfront dels "tradicionalistes", que van demanar la puresa dels nadius rebutjant el contacte amb els blancs. A finals de la Revolució Americana i a principis del segle xix, els nadius americans estaven sent desplaçats més enllà de les Apalatxes cap al que és avui l'Oest Mitjà, per a aquests grups exiliats, quedaven pocs llocs per anar.
Els comerciants i agents governamentals britànics van començar a subministrar armes als indis que vivien als Estats Units després de la Revolució Americana amb l'esperança que, si esclatés una guerra, lluitessin al bàndol britànic, i van planejar establir una nació índia a la zona d'Ohio-Wisconsin per bloquejar l'expansió nord-americana.
Del 1783 al 1794 els cherokees van servir al virregnat de Nova Espanya contra els recentment formats Estats Units d'Amèrica. Els principals objectius d'atac de les guerres cherokee eren les colònies del districte de Washington al llarg dels rius Watauga, Holston i Nolichucky i a Carter's Valley, a l'est de Tennessee, així com els assentaments al llarg del riu Cumberland que començaven amb Fort Nashborough el 1780, fins i tot fins a Kentucky, a més contra els assentaments de Franklin i els estats posteriors de Virgínia, Carolina del Nord, Carolina del Sud i Geòrgia. L'abast dels atacs dels Chickamauga i els seus aliats anava des de ràpides incursions per partides de guerra petites fins a grans campanyes de quatre o cinc-cents guerrers i una vegada més de mil. Els Upper Muskogee sovint es van unir a les campanyes i també van operar per separat, i els assentaments del Cumberland van ser atacats pels Chickasaw, Shawnee des del nord i Delaware. Les campanyes de Dragging Canoe i el seu successor John Watts es realitzaven sovint juntament amb campanyes al territori del nord-oest. Els colons generalment van respondre amb atacs en què els assentaments cherokees van ser completament destruïts, encara que normalment sense grans pèrdues de vides a banda i banda. Les guerres van continuar fins al tractat de Blockhouse Tellico el novembre de 1794.
El 1786, el líder mohawk Joseph Brant, un important cap de guerra dels iroquesos, havia organitzat la Confederació Occidental de tribus per resistir els assentaments americans al país d'Ohio. Els baix cherokees van ser membres fundadors i van lluitar a la Guerra Ameríndia del Nord-oest que va resultar d'aquest conflicte.

### Guerra Ameríndia del Nord-oest
Entre 1785 i 1795 els Estats Units i una confederació de nombroses tribus d'amerindis van lluitar pel control del Northwest Territory britànic. Va ser seguit per centenars de conflictes sobre aquest territori, primer entre les tribus d'amerindis nord-americans i després amb aliances canviants entre les tribus i les potències europees: França, Gran Bretanya, i els seus colons. Pel Tractat de París (1783) Gran Bretanya cedí als Estats Units el "control" del Northwest Territory, però els britànics van mantenir forts i polítiques que donaven suport als amerindis del territori. George Washington envià l'Exèrcit dels Estats Units d'Amèrica per aturar les hostilitats entre els natius i els colons i reforçar la sobirania dels Estats Units sobre el territori. Els amerindis infringiren diverses derrotes als militars i la milícia estatunidenca incloent la Harmar Campaign (1790) i la St. Clair's Defeat (1791). Uns 1.000 militars i milicians van ser morts. Després de la desfeta de St. Clair, Washington ordenà al General Anthony Wayne que organitzés i entrenés una força d'artilleria. Wayne va prendre el comandament de la nova Legion of the United States a finals de 1793. Va conduir els seus homes a la decisiva victòria de la batalla de Fallen Timbers el 1794. Els amerindis vençuts van ser forçats a cedir grans extensions de territori, incloent l'actual Ohio, pel Tractat de Greenville de 1795.
El final de les guerres índies va permetre establir el que s'havia anomenat "territori indi" a la proclamació reial de 1763, i va culminar amb els primers estats trans-apalatxes, Kentucky el 1792 i Ohio el 1803, i la Compra de la Louisiana a França en 1803

### Guerra de Tecumseh
El 1800, William Henry Harrison es va convertir en governador del territori d'Indiana, sota la direcció del president Thomas Jefferson, i va seguir una política agressiva d'obtenir territoris a les terres índies. Els germans shawnee Tecumseh i Tenskwatawa van organitzar una resistència pan-tribal a l'assentament cap a l'oest que es va conèixer com Guerra de Tecumseh. Tecumseh estava al sud intentant reclutar aliats entre els creek, cherokee i choctaws quan Harrison va marxar contra la Confederació de Tecumseh, derrotant Tenskwatawa i els seus seguidors a la batalla de Tippecanoe el 1811. Els nord-americans esperaven que la victòria acabés amb la resistència militant, però Tecumseh va optar per aliar-se obertament amb els britànics, que aviat van estar en guerra amb els nord-americans a la guerra de 1812.

### Guerra anglo-americana de 1812-1815
Els Estats Units finalment van declarar la guerra al Regne Unit el 1812. La majoria de les tribus índies van donar suport als britànics, especialment la Confederació de Tecumseh, que va rebre 25.000 armes britàniques, però finalment van ser derrotades pel general William Henry Harrison. La guerra de 1812 es va estendre també a les rivalitats índies. La proposta britànica de crear una zona índia amortidora a Ohio i Michigan es va col·lapsar després que la coalició índia s'enfonsés, amb la victòria nord-americana a la batalla de Thames i la mort de Tecumseh a l'octubre de 1813, i el trencament de la seva coalició de nadius americans, i les febles garanties de l'article IX del Tractat de Gant, pel que fa al tracte dels indis nord-americans van ser ignorades. Els nadius americans mai més no van poder trobar aliats externs ni van poder amenaçar amb fer retrocedir la frontera nord-americana.

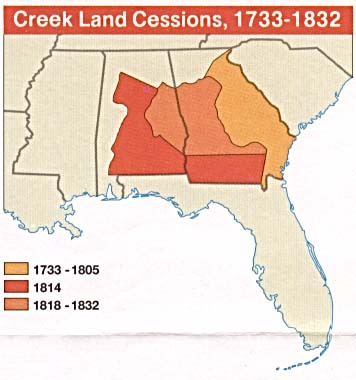
Cessió de terres creek 1733-1832

La guerra Creek (1813-14) va començar com un conflicte tribal dins de la tribu Creek, però va passar a formar part de la lluita contra l'expansió americana. El 9 d'agost de 1814 Andrew Jackson va obligar els caps tant dels alts creeks com dels baixos creeks a signar el Tractat de Fort Jackson i cedir 85.335 km² al Govern dels Estats Units. Tot i que la Guerra Creek va ser en gran manera una guerra civil entre creeks, Andrew Jackson no va reconèixer cap diferència entre els seus aliats baixos creek i els Bastons Vermells que van lluitar contra ell. Va prendre les terres de tots dos pel que ell considerava les necessitats de seguretat dels Estats Units. Amb els Bastons Vermells subjugats, Andrew Jackson va tornar la seva atenció a la regió de la Costa del Golf en la guerra de 1812. Per iniciativa pròpia, va envair la Florida espanyola i va expulsar una força britànica de Pensacola. Va derrotar els britànics en la batalla de Nova Orleans el 8 de gener de 1815. Molts refugiats de tribus derrotades van passar la frontera cap al Canadà; els del sud van anar a Florida mentre estava sota control espanyol.

### Primera Guerra Seminola
Acabada la guerra de 1812 el general Andrew Jackson va atacar la Florida espanyola contra els seminoles. Gran Bretanya i Espanya van expressar la seva indignació per la invasió dels Estats Units però Espanya ja no va poder defensar ni controlar el territori i finalment pel Tractat d'Adams-Onís, la frontera amb Espanya es va fixar més enllà del riu Sabina i Arkansas fins al paral·lel 42 °, com a conseqüència immediata Espanya va perdre el territori d'Oregon, la Florida espanyola, la Louisiana espanyola i la possibilitat de navegar pel riu Mississipi, quedant com a única sobirana de Texas. A principis de 1822, el capità John R. Bell, secretari provisional del Territori de Florida i agent temporal dels seminola, va fer un càlcul aproximat del nombre d'indis en la Florida. Va informar de l'existència del voltant de 22.000 indis, i 5.000 esclaus en mans dels indis. Es van calcular que dos terços d'ells eren refugiats de la Guerra Creek. Els assentaments indis es trobaven a les zones al voltant del riu Apalachicola, al llarg del Riu Suwannee, des d'allí cap al sud, cap a la prada d'Alachua, i després cap al sud-oest fins a una mica al nord de la Badia de Tampa.
Segons els termes del tractat de Moultrie Creek de 1823 entre els Estats Units i la nació seminola, aquests van ser traslladats del nord de Florida a una reserva al centre de la península, i els Estats Units van construir forts i llocs comercials al llarg de les costes del Golf i de l'Atlàntic per fer complir el tractat.

### Les deportacions forçoses

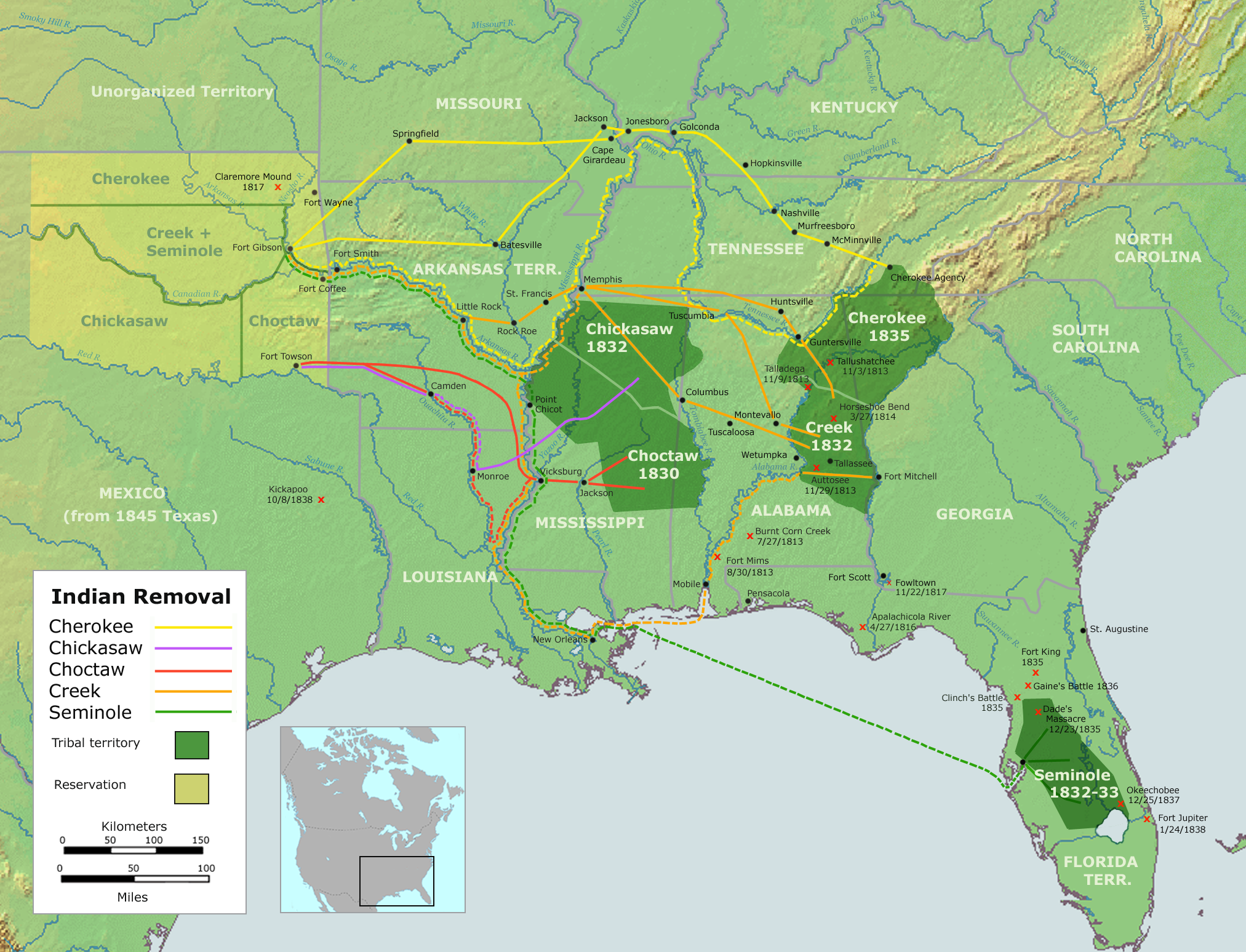
Trajectes de les deportacions de les nacions ameríndies del sud-est, anomenats "camí de les llàgrimes".

A principis del segle xix, el govern federal va estar pressionat pels colons de moltes regions per expulsar els indis de les seves zones. La Indian Removal Act de 1830 va oferir als indis la possibilitat d’assimilació i renúncia a la pertinença a la tribu, la reubicació a una reserva índia amb canvi o pagament de terres o el trasllat a l’oest. Alguns van resistir aferrissadament, sobretot els seminola en una sèrie de guerres a Florida. Mai van ser derrotats, tot i que alguns seminoles es van traslladar al territori indi. Els Estats Units van abandonar la resta, vivint aleshores defensivament als pantans i als Everglades. Altres van ser traslladats a reserves a l'oest del riu Mississipi, el més famós dels cherokees, el trasllat del qual es va anomenar camí de les Llàgrimes.

### Segona guerra seminola
El 1835, els Seminola es van negar a deixar Florida i van iniciar la Segona guerra seminola, sota el lideratge del cap Osceola. Refugiats a la zona dels Everglades de Florida, Osceola i la seva banda atacaven l'exèrcit per sorpresa i el van derrotar en molts combats. El 1837, Osceola fou capturat per engany i violant la treva per ordre del general T.S. Jesup quan es va apropar per negociar la pau. Osceola va morir a la presó, però els seminoles van continuar lluitant. Alguns es van amagar a les profunditats dels Everglades, mentre la resta eren traslladats a l'oest. La Segona guerra seminola va acabar el 1842.

## Oest del Mississipi

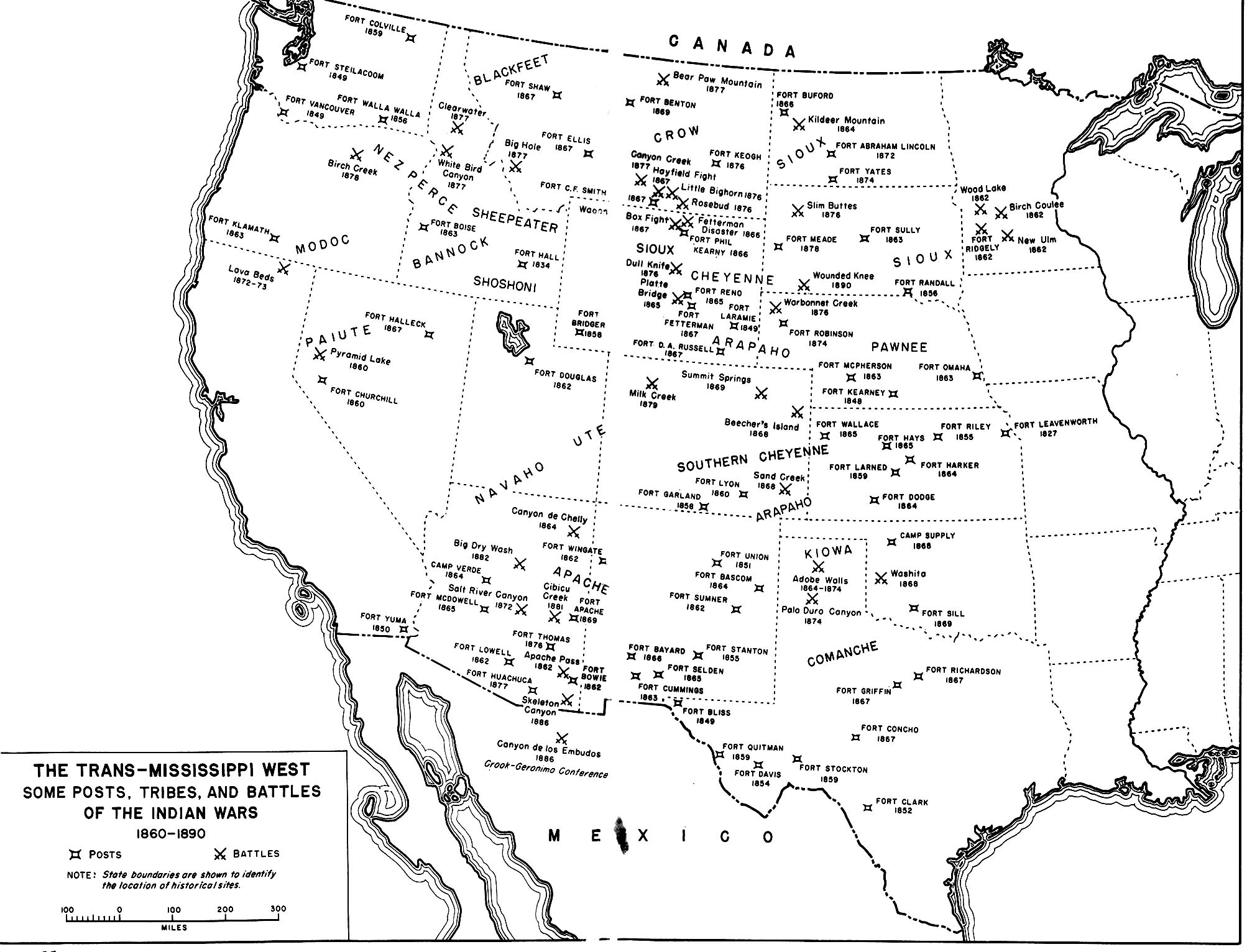
Batalles, forts militars i ubicació general de les tribus a l'oest americà

La independència de Mèxic es feu efectiva quan els exèrcits reialista i el revolucionari van signar el Pla d'Iguala l'endemà de l'entrada de l'Exèrcit a la ciutat de Mèxic, el 27 de setembre, 1821. Texas se'n separà de Mèxic el 1836 i els Estats Units se'l van annexar el 1845. Com a resultat de la Guerra de Mèxic-Estats Units es va signar el Tractat de Guadalupe-Hidalgo pel qual Mèxic cedia als Estats Units el territori de l'Alta Califòrnia i el territori de Nou Mèxic, a més de les àrees abans disputades entre Texas i Mèxic.
Els colons americans i els caçadors de pells s'havien estès als territoris occidentals dels Estats Units i havien establert el camí de Santa Fe i el camí d'Oregon, amb relacions generalment pacífiques entre els colons americans i els indis. els Bents de Bent's Fort, al camí de Santa Fe tenia relacions amistoses amb els xeiene i Arapaho, i la pau es va establir a l'Oregon Trail mitjançant el tractat de Fort Laramie entre els Estats Units i els indis de les planes i els indis del nord de les muntanyes Rocoses, que va permetre el pas de colons, la construcció de carreteres i l'estacionament de tropes al llarg de l'Oregon Trail.
La Febre de l'Or de Colorado de 1859 va introduir una població blanca substancial a la Serralada del Front de les Muntanyes Rocoses, recolzada per una línia de vida comercial que creuava les grans planes centrals. Avançar en l'assentament després de l'aprovació de les Homestead Act i el creixement dels ferrocarrils transcontinentals després de la Guerra Civil van desestabilitzar la situació, situant els colons blancs en competència directa per la terra i els recursos de les Grans Planes i l'est del les Rocoses. El descobriment de l'or a les Black Hills, que va resultar en la febre de l'or del 1875–1878, i a Montana durant la febre d'or de Montana del 1862–1863 i l'obertura del camí de Bozeman van conduir a la Guerra de Red Cloud i la posterior Guerra de les Black Hills.
Miners, ramaders i colons es van expandir a la plana i això va provocar conflictes creixents amb les poblacions índies de l'oest. Moltes tribus van lluitar contra els colons americans en un moment o altre, des dels ute de la Gran Conca fins als nez percés d'Idaho, però els sioux de les planes del nord i els apatxes del sud-oest van lliurar la guerra més agressiva, liderada per líders decidits i militants com Red Cloud i Crazy Horse. Els sioux eren relativament nous a les planes, ja que havien estat agricultors sedentaris a la regió dels Grans Llacs desplaçats cap a l'oest, desplaçant al seu terme a altres tribus i convertint-se en temuts guerrers. Els apatxes van complementar la seva economia atacant altres tribus, i van practicar la guerra per venjar la mort d'un parent.
Durant la Guerra Civil Americana, les unitats de l'exèrcit van ser retirades per combatre la guerra a l'est, substituïdes per infanteria i cavalleria voluntàries criades pels estats de Califòrnia i Oregon, pels governs territorials o per les milícies locals. Aquestes unitats van lluitar contra els indis i van mantenir comunicacions obertes amb l'est, mantenint l'oest amb la Unió i derrotant l'intent dels Estats Confederats d'Amèrica de capturar el territori de Nou Mèxic des de Texas a la batalla de Glorieta Pass. Després del 1865, la política nacional va demanar que tots els indis s'assimilessin a la població nord-americana com a ciutadans o bé visquessin pacíficament de reserves. No es permetien les batudes i les guerres entre tribus, i les bandes índies armades fora d'una reserva eren responsabilitat de l'exèrcit de reunir-se i tornar.

### Texas
Les guerres índies de Texas van ser un seguit de conflictes, en el transcurs del segle xix, que van enfrontar als colons de Texas i els amerindis de les grans planúries meridionals, que van començar quan la primera onada de colons euroamericans va desplaçar-se a la Texas espanyola. Els conflictes es van allargar durant el període en què Texas fou part de Mèxic, quan hi van arribar més europeus i angloamericans, fins a la subseqüent declaració d'independència de la República de Texas. Aquests conflictes no van acabar fins trenta anys després que Texas s'unís als Estats Units.
Tot i que aquell espai estava ocupat per diverses tribus ameríndies, la nació principal eren els comanxes, coneguts com els "Senyors de les Planúries." El seu territori, la Comancheria, era l'entitat més poderosa i persistentment hostil contra els espanyols, els mexicans i, finalment els texans fins al 1875, quan la darrera banda lliure de les Planúries Índies, els comanxes liderats pel guerrer kwahadi Quanah Parker, es va rendir i va traslladar-se a la reserva de Fort Sill, a Oklahoma.
El conflicte entre les tribus de les planúries i els texans es va intensificar després que els espanyols, primer, i els mexicans, després, abandonessin el poder a Texas. La República de Texas, que s'havia anat repoblant d'americans d'origen europeu, i els Estats Units, s'oposaven a les tribus. La seva manera de combatre els índis de les planúries es caracteritzava per una profunda animositat, les matances per part de tots dos bàndols i, al final, per una conquesta gairebé total dels amerindis.
Tot i que el resultat va ser desequilibrat, la violència de les guerres no ho va ser. Els comanxes eren coneguts per ser uns guerrers ferotges, amb una reputació de saquejar, cremar, matar i segrestar gent tant al sud com a Ciutat de Mèxic. Van capturar i matar tants texans que el terme "comanxe" va convertir-se en un sinònim de terrorisme, a la regió. Quan Sul Ross va alliberar Cynthia Ann Parker al riu Pease, va exposar que aquest esdeveniment seria celebrat per cada família de Texas, ja que tothom havia perdut algú durant les guerres índies. Durant la Guerra Civil dels Estats Units, quan l'exèrcit nord-americà es trobava incapacitat per protegir la frontera, els comanxes i els kiowa van empènyer els assentaments dels blancs fins a més de 100 milles de la frontera texana.

### Nord-oest del Pacífic
Hi va haver diverses guerres arran del Tractat d'Oregon de 1846 i la creació del Territori d'Oregon i el Territori de Washington. Entre les causes del conflicte hi havia una immigració sobtada a la regió i una sèrie de quimeres de l'or a tot el nord-oest del Pacífic. La massacre de Whitman de 1847 va desencadenar la guerra Cayuse, que va conduir a la lluita des de la Serralada de les Cascades fins a les muntanyes Rocoses. Els cayuses van ser derrotats el 1855, però el conflicte s'havia expandit i va continuar en el que es va conèixer com la Guerra Yakima (1855–1858). El governador del territori de Washington, Isaac Stevens, va intentar obligar les tribus índies a signar tractats per cedir terres i establir reserves, però va servir per intensificar les hostilitats. Els descobriments d'or a prop de Fort Colville van provocar que molts miners travessessin terres dels Yakama pel pas de Naches i els conflictes es convertissin ràpidament en violència. L'Exèrcit va trigar anys a vèncer els Yakama, durant els quals la guerra es va estendre a la regió de Puget Sound a l'oest de les Cascades en la Guerra de Puget Sound, i després a la vall del riu White, al llarg del recorregut fins al coll de Naches i connectant les terres dels Nisqually i els Yakama. La Guerra de Puget Sound es recorda sovint en relació amb la Batalla de Seattle de 1856 i l'execució de Leschi, el cap Nisqually i figura central de la guerra, penjat per assassinat el 1858 i exonerat per l'estat de Washington el 2004. El 1858, els combats es van estendre al costat est de les cascades en la Guerra Coeur d'Alene. Les tribus yakama, palus, spokane i Cœur d'Alène van ser derrotades a la Batalla dels Quatre Llacs a finals de 1858.

### Sudoest
Des del segle xvii a l'actual sud-oest dels Estats Units van tenir lloc diverses guerres entre espanyols i nadius americans, principalment comanxes i apatxes. Els governadors espanyols van fer tractats de pau amb algunes tribus durant aquest període. Durant el període colonial destaquen diversos esdeveniments: D'una banda, l'administració de Tomás Vélez Cachupín, l'únic governador colonial de Santa Fe de Nou Mèxic que va aconseguir establir la pau amb els comanxes després d'haver-s'hi enfrontat a la batalla de San Diego Pond, i va aprendre com relacionar-s'hi sense donar lloc a malentesos que puguin conduir a conflictes amb ells. També es va destacar la revolta dels pueblo de 1680, que va provocar l'expulsió dels espanyols de la província fins que es van sotmetre en 1692. Diversos conflictes militars van succeir entre espanyols i pobles en aquest període fins que Diego de Vargas va signar un tractat de pau amb ells el 1691, que els va convertir en súbdits del rei espanyol. Els conflictes van perdurar i en 1693, de Vargas i les seves forces van organitzar una ràpida i cruenta recuperació que va concloure amb la rendició i l'execució dels 70 guerrers, i les seves famílies condemnades a deu anys de servitud. El 1696, els residents de catorze pobles van intentar una segona revolta organitzada, que va començar amb la mort de cinc missioners i trenta-quatre colons, utilitzant armes que els espanyols havien canviat als indígenes al llarg dels anys; La venjança de De Vargas va ser descarnada, exhaustiva i perllongada. Al final del segle, l'última ciutat resistent dels Pueblo s'havia rendit i la reconquesta espanyola era essencialment completa. Molts dels Pueblo, però, van fugir de Nou Mèxic per unir-se als apatxe o navaho o per intentar establir-se de nou a les Grans Planes. Un dels seus assentaments s'ha trobat a Kansas, a El Quartelejo.
Els conflictes entre europeus i amerindis van continuar després de l'annexió de la República de Texas el 1845, de l'Alta Califòrnia i el territori de Nou Mèxic com a resultat de la Guerra de Mèxic-Estats Units pel Tractat de Guadalupe-Hidalgo i de la compra de Gadsden el 1853. Els conflictes, que es van estendre des de 1846 fins almenys 1895 es van iniciar al territori de Nou Mèxic i, més tard, a Califòrnia i al territori de Utah durant i després de la febre de l'or de Califòrnia.
Les tribus índies del sud-oest havien participat en cicles de comerç i lluita entre elles i contra els colons segles abans que els Estats Units aconseguissin el control de la regió. Aquests conflictes amb els Estats Units van implicar totes les tribus tret dels Pueblo i sovint van ser la continuació dels conflictes amb els espanyols i mexicans. La guerres navaho i la guerres apatxe són potser les més conegudes. L'última gran campanya militar contra els indis del sud-oest va donar lloc a la rendició en 1886 de l'apatxe Gerónimo.

### California

Els camins de l'emigració

L'exèrcit dels Estats Units mantenia una petita guarnició a l’oest de les muntanyes Rocoses, però la febre de l'or de Califòrnia va dur una gran afluència de miners i colons a la zona, així que la majoria dels primers conflictes amb els indis de Califòrnia van implicar-los. Durant la Guerra Civil dels Estats Units, els voluntaris de Califòrnia van substituir les tropes federals i van guanyar la guerra de Bald Hills i la guerra de l'Owens Valley i van participar en accions menors al nord de Califòrnia. Les guarnicions voluntàries de Califòrnia i Oregon a Nevada, Oregon, Idaho, Utah, Nou Mèxic i els territoris d'Arizona també van participar en conflictes amb els apatxe, xeiene, goshute, navaho, paiute, xoixon, sioux i ute de 1862 a 1866. Després de la Guerra Civil, Califòrnia estava majoritàriament pacificada, però les tropes federals van substituir els voluntaris i van reprendre la lluita contra els indis a les regions remotes del desert de Mojave i al nord-est contra els Snake (1864–1868) i els Modoc (1872–1873).

### Gran Conca
Les tribus de la Gran Conca eren majoritàriament xoixon, que van mantenir relacions amistoses amb comerciants i trampers de pell nord-americans i britànics des de la seva trobada amb l'expedició de Lewis i Clark, i es van veure molt afectades pel camí d'Oregon i el camí de Califòrnia i pels pioners mormons a Utah. La forma de vida tradicional dels indis es va veure interrompuda, i van començar a atacar als colons mormons i als viatgers pels camins. Durant la Guerra Civil Americana, els voluntaris de Califòrnia estacionats a Utah van respondre a les queixes, que van provocar la massacre del riu Bear. Després de la massacre, diverses tribus xoixon van signar una sèrie de tractats que intercanviaven promeses de pau per petites anualitats i reserves.
La majoria dels grups locals van ser delmats per la guerra i es van enfrontar a la pèrdua contínua de terres de caça i pesca provocades per la creixent població. Alguns es van traslladar a la Reserva índia Fort Hall quan es va crear el 1868, i altres poblaven la comunitat de mormons de Washakie, Utah. Des del 1864 els voluntaris de Califòrnia i Oregon també van participar en les primeres campanyes de la Guerra Snake a les zones de la Gran Conca de Califòrnia, Nevada, Oregon i Idaho. A partir del 1866, l'exèrcit dels Estats Units va substituir els voluntaris en la guerra que el general George Crook va acabar amb el 1868 després d'una prolongada campanya.

### Grans Planes
Inicialment, les relacions entre els participants a la Febre de l'or de Pike's Peak i les tribus natives americanes del Front Range i la vall de Platte van ser amigables, i es va intentar resoldre conflictes mitjançant la negociació del Tractat de Fort Wise, que establia una reserva al sud-est de Colorado, que no va ser acceptada per tots els guerrers, particularment els Dog Soldiers. Durant els primers anys de la dècada de 1860, les tensions van augmentar i van culminar amb la guerra de Colorado i la massacre de Sand Creek, on els voluntaris de Colorado van caure sobre un pacífic poble cheyenne que va matar dones i nens, preparant el terreny per a nous conflictes.
La relació pacífica entre els colons i els indis de les planes de Colorado i Kansas va ser mantinguda fidelment per les tribus, però entre els colons de Colorado el desig de la retirada dels indis creixia. El salvatgisme dels atacs contra civils durant la guerra de Dakota de 1862 va contribuir-hi, igual que els pocs incidents menors ocorreguts a la vall de Platte i a les zones a l'est de Denver. Les tropes regulars de l'exèrcit havien estat retirades al servei de la Guerra Civil dels Estats Units i van ser substituïdes pels voluntaris de Colorado comandats per John Chivington i George L. Shoup, que seguien la lideratge de John Evans, governador territorial de Colorado, i sovint practicaven l'extermini dels indis. Van adoptar una política de disparar en veure els indis, una política que en poc temps va encendre una guerra general a les planes de Colorado i Kansas, la Guerra de Colorado.
Incursions de bandes d'indis de les planes a les cases aïllades a l'est de Denver, als assentaments avançats a Kansas i a les estacions de diligències al llarg del South Platte, com a Julesburg, i al llarg del Smoky Hill Trail, va provocar que els colons de Colorado i Kansas adoptessin una actitud assassina envers els nadius americans, amb crides a l'extermini. De la mateixa manera, el salvatgisme mostrat pels voluntaris de Colorado durant la massacre de Sand Creek va provocar que els nadius americans, particularment els Dog Soldiers, una banda dels xeiene, participessin en venjances salvatges. Després de la Guerra Civil, tots els indis van ser assignats a reserves i les reserves estaven sota el control del Departament d'Interior. El control de les Grans Planes va caure sota el Departament de l'Exèrcit del Missouri, una àrea administrativa de més de 1.000.000 de quilòmetres quadrats que comprenia tota la terra entre el riu Mississipi i les Muntanyes Rocoses. El major general Winfield S. Hancock havia dirigit el departament el 1866 però havia amb la seva campanya, provocà incursions de sioux i xeiene que van atacar diligències de correu, van cremar les estacions i van matar els empleats. També van violar, matar i segrestar molts colons a la frontera. L'agost de 1867 Hancock fou rellevat per Philip Sheridan amb ordres de pacificar les planes i controlar els indis, i immediatament va cridar George Armstrong Custer per comandar el setè de cavalleria, i va dur a terme una massacre en la batalla del riu Washita, que va espantar moltes de les tribus i Sheridan va ser capaç d'encerclar la majoria dels Kiowa i Comanche a Fort Cobb al desembre i portar-los a reserves.
El 1875 va esclatar la Guerra de les Black Hills quan la febre de l'or de Dakota va arribar a les Black Hills. El govern va decidir deixar de desallotjar els intrusos a les Black Hills i va oferir comprar la terra als sioux, i quan s'hi van negar, el govern va decidir prendre'ls les terres, dient a les tribus que anessin a les reserves, cosa que no van fer. Custer va trobar el campament principal dels Lakota i els seus aliats als que va atacar en la batalla de Little Bighorn, on fou derrotat i mort en 1876. Durant tot l'hivern de 1876-1877, els soldats empaitaren els Sioux i Xeiene per tot el territori. Dos anys després de la batalla, la majoria dels indis de les planures havien estat acorralats, obligats a quedar-se a les reserves o havien fugit al Canadà, i els soldats van matar fins a 300 indis que havien de ser deportats, la majoria homes vells, dones i nens, a la massacre de Wounded Knee.

## Darrers combats
Després de la rendició de Gerónimo el 1886, els guerrers apatxes van continuar la guerra contra nord-americans i mexicans. L'última incursió dels Apatxes als Estats Units es va produir fins al 1924 quan una banda d'indígenes va robar alguns cavalls als colons d'Arizona. Els apatxes van ser capturats i arrestats en el que es considera el final de les guerres índies. Les guerres índies mexicanes que van implicar bandes apatxes al nord de Mèxic van continuar durant nou anys més, fins que les derrotes finals van ser derrotades el 1933.